# Бойтунов, Дюлустан Афанасьевич
Дюлустан Афанасьевич Бойтунов (род. 19 марта 1962 года, с. Хоро, Верхневилюйский улус, Якутская АССР, РСФСР, СССР) — российский художник, член-корреспондент РАХ (2021).

## Биография
Родился 19 марта 1962 года в селе Хоро Верхневилюйского района, живёт и работает в Якутске.
В 1985 году — окончил Якутское художественное училище имени П. П. Романова, мастерская Л. Д. Слепцовой.
В 1994 году — окончил Красноярский государственный художественный институт, мастерская профессора А. М. Знака.
В 2001 году — окончил обучение в творческой мастерская живописи Российской академии художеств, отделение УСДВ в Красноярске, руководитель — народный художник РСФСР, академик РАХ А. П. Левитин.
В 2010 году — повышение квалификации в Санкт-Петербургском академическом институте живописи, скульптуры, архитектуры имени И. Е. Репина.
С 2001 года — член Союза художников России.
С 2001 года — преподаватель, с 2008 по 2015 годы — заведующий, а 2017 года — доцент кафедры живописи и графики Арктического государственного института культуры и искусств.
С 2021 года — член Академии духовности Республики Саха (Якутия).
В 2021 году — избран членом-корреспондентом Российской академии художеств от Отделения Урала, Сибири, Дальнего Востока.

## Творческая деятельность
Основные произведения.
Работы в области иллюстрации: «По велению Чингисхана» (1997) и «Улуу хууннар» (2010), «Великие гунны» (2010) Н.Лугинова; «Шаманы: избранники Небе и духов» Р.Бравиной (2019); «Тихий Вилюй: алмазы и слезы» (2021) И.Иванова.
Работы в области станковой живописи: «Сайылык» (2008 г., х.м., 45х74); «Улетевшие думы» (2008 г., х.м., 87х121); «Вечная тишина» (2009 г., х.м., 86х120); «Лунная ночь в табуне» (2009 г., х.м., 84х134); «Хобби» (2013, х.м., 70х125); «Охота в Париже» (2014, х.м., 90х118); «Мелодия Морин Хура № 1» (2015 г., х.м., 90х170); «Свежий ветер долгого дня» (2017 г., х.м., 90х120); «Похищение-3» (2018 г., х.м., 147х123).
Произведения находятся в собраниях музеев России, а также в частных собраниях в России и за рубежом.
Участник всероссийских и международных выставок с 1995 года.
Основные выставки:
- Мирный, Республика Саха (Якутия) (2005);
- выставочный зал Комдрагмет Национального художественного музея РС в Якутске (2006);
- Дом национальностей в Москве (2006);
- Улан-Батор, Эрдэнет (Монголия, 2007);
- Дом Союза писателей в Москве (2008);
- выставочный зал АГИИК в Якутске (2009);
- Торонто (Канада, 2012);
- Национальный художественный музей РС в Якурстве (2012);
- «Дьогсогой» в картинной галере ДШИ г. Мирный (2014);
- Верхневилюйский улус (2014);
- Чурапча (2017);
- «Улетевшие мысли» в Якутске (2017);
- Литературный институт, Дом Союза писателей России, Постоянное представительство РС в Москве (2018);
- «Монгольские-хуннские мотивы по произведениям Н. А. Лунгинова» в Литературном музее имени П. А. Ойунского (2018);
- «Дальний Восток. Графика» в залах Регионального отделения УСДВ РАХ в Красноярске (2020);
- совместный проект с М. Г. Старостиным в залах Регионального отделения УСДВ РАХ в Красноярске (2021).

Постоянный участник международных арт-симпозиумов, организуемых Елабужским государственным историко-архитектурным и художественным музеем-заповедником (2010, 2013, 2015, 2018, 2020).

## Награды
- Заслуженный деятель искусств Республики Саха (Якутия) (2017)
- Почётное звание «Отличник культуры Республики Саха (Якутия)» (2004)
- Медаль «Дружба», Монголия (2007)